# 小行星8388
小行星8388（英語：8388）是一颗围绕太阳公转的小行星。1993年3月17日，UESAC在拉西拉天文台发现了此天体。
这颗小行星的绝对星等为321.5625092208612等。